# Попов, Андрей Анатольевич
Андре́й Анато́льевич Попо́в  (28 июня 1963, Рудный, Кустанайская область, Казахская ССР, СССР — 19 января 2023) — российский политический и государственный деятель. Начальник Управления по внутренней политике Администрации Президента Российской Федерации (2004—2006). Действительный государственный советник Российской Федерации 1-го класса. Депутат Государственной думы Федерального собрания Российской Федерации I созыва (1993—1995).

## Биография
В 1980 году работал на Соколовско-Сарбайском горно-обогатительном комбинате электрослесарем. В 1986 году получил высшее образование в Московском институте стали и сплавов. С 1986 по 1989 год работал в Научно-исследовательском институте «Тулачермет» инженером. С 1989 по 1991 год работал инженером-экономистом ремонтно-механического завода Соколовско-Сарбайского ГОКа. С 1991 по 1993 год работал в малом предприятии «Композит» главным экономистом.
В 1993 году был избран депутатом Государственной думы Федерального Собрания Российской Федерации первого созыва. В Государственной думе был членом комитета по бюджету, налогам, банкам и финансам, входил во фракцию Аграрной партии России.
В 1995 году работал в Совете Федерации ФС РФ помощником Ю. М. Лужкова. С 1999 по 2000 год работал помощником руководителя Администрации президента РФ. С 2000 по 2001 год работал в Администрации президента РФ начальником Управления по вопросам внутренней политики, начальником Главного управления внутренней политики. С 2001 по 2004 год — начальник Главного территориального управления, с 2004 по 2006 год — начальник Управления по внутренней политике Администрации президента Российской Федерации.
С 31 августа по 6 сентября 2011 года — исполняющий обязанности Полномочного представителя Президента Российской Федерации в Центральном федеральном округе.
Скончался 12 января 2023 года из-за сердечной недостаточности.